# Helmut Berding
Helmut Berding (* 21. September 1930 in Quakenbrück; † 7. Januar 2019 in Gießen) war ein deutscher Historiker.
Er lehrte von 1972 bis zur Emeritierung 1998 als Professor für Neuere Geschichte an der Justus-Liebig-Universität Gießen. Seine Forschungstätigkeit konzentrierte sich auf Studien zur Entstehung der modernen Welt, zur Geschichte und Vorgeschichte des Antisemitismus, zu Problemen der nationalen und kulturellen Identität sowie zur Geschichte des deutsch-französischen Verhältnisses.

## Leben und Wirken
Der Sohn eines Verkaufsfahrers absolvierte von 1945 bis 1957 eine Berufsausbildung im Holzhandel. Als kaufmännischer Angestellter war er in Quakenbrück, Münster und Hannover tätig. Er ging 1953 für zwei Jahre als Praktikant nach Schweden. Es folgten weitere Auslandsaufenthalte in der Schweiz und Frankreich. Von 1957 bis 1959 holte er am Braunschweig-Kolleg das Abitur nach. Von 1959 bis 1961 studierte er die Fächer Geschichte, Philosophie und Romanistik an der Universität Göttingen und von 1961 bis 1967 Geschichte, Philosophie und Pädagogik an der Universität zu Köln. Im Jahr 1967 wurde Berding in Köln bei Theodor Schieder mit einer Arbeit über die Geschichtsauffassung und politische Theorie des französischen Sozialphilosophen Georges Sorel promoviert. Bei Schieder war er von 1967 bis 1970 wissenschaftlicher Mitarbeiter. Von 1970 bis 1972 war er Stipendiat der Deutschen Forschungsgemeinschaft. Im Jahr 1972 erfolgte seine Habilitation in Köln mit einem Thema über die napoleonische Herrschafts- und Gesellschaftspolitik im Königreich Westphalen in den Jahren 1807 bis 1813. Als Nachfolger von Lothar Gall lehrte Berding von 1972 bis zu seiner Emeritierung 1998 als Professor für Neuere Geschichte an der Universität Gießen. Eine Berufung an die Fernuniversität in Hagen lehnte er ab. 1985/86 hatte er eine Gastprofessur an der École des Hautes Études en Sciences Sociales in Paris inne. Außerdem hatte er eine Gastprofessur an der Hebräischen Universität Jerusalem.
Zu Berdings Forschungsschwerpunkten gehörten die Geschichte des 19. und 20. Jahrhunderts, der Rationalismus, der Mythos, Deutschland und Frankreich während der Französischen Revolution, Napoleon und das Zeitalter der Reformen, der moderne Antisemitismus sowie die Entstehung und Geschichte des Bundeslandes Hessen. In seiner Habilitation über die napoleonische Herrschafts- und Gesellschaftspolitik im Königreich Westphalen geht es um „den Versuch, den Zusammenhang der gesellschaftlichen Entwicklung und der Gesellschaftspolitik im erobernden Staat und in den eroberten Ländern aufzuzeigen“. Mit Jürgen Kocka und Hans-Ulrich Wehler begründete er 1972 die Reihe Kritische Studien zur Geschichtswissenschaft. Von 1972 bis 2011 war zusammen mit Hans-Ulrich Wehler Herausgeber dieser angesehenen wissenschaftlichen Publikationsreihe. Bei seinem Ausscheiden waren 200 Bände erschienen. Berding ist zusammen mit Hans-Werner Hahn der Verfasser des Bandes über die napoleonische Zeit und Vormärzepoche der 2010 erschienenen Ausgabe im Gebhardt, dem grundlegenden Handbuch der deutschen Geschichte.
Ein weiterer Arbeitsschwerpunkt war die hessische Landesgeschichte. Dazu veröffentlichte er zahlreiche Arbeiten und nahm über mehrere Jahre Führungsaufgaben in mehreren Kommissionen wahr. Mit dem Wiesbadener Archivar Johann Zilien legte er eine Edition über die Landtagsdebatten der Jahre 1951 bis 1970 vor. Die Quellenedition schafft die Grundlage für eine künftige Biografie des fast 19 Jahre amtierenden hessischen Ministerpräsidenten Georg August Zinn und für weitere Forschungen über die Politik in der hessischen Nachkriegsära. Außerdem legte er eine Edition zur Entstehung der hessischen Verfassung von 1946 vor.
Berding war Mitglied der Historischen Kommission für Hessen, der Historischen Kommission für Nassau, der Hessischen Historischen Kommission und des Verbandes der Historiker und Historikerinnen Deutschlands. Ihm wurde 1993 vom Gießener Magistrat für sein Engagement um die deutsch-jüdische Verständigung die Hedwig-Burgheim-Medaille und 1999 das Bundesverdienstkreuz am Bande verliehen. Er war Mitglied und von 1998 bis 2004 Vorsitzender des Auswahlausschusses der Abteilung Studienförderung der Friedrich-Ebert-Stiftung. Er begründete 1975 die Fachzeitschrift Geschichte und Gesellschaft, an der er bis 1998 auch als Herausgeber mehrerer Sonderhefte mitwirkte.
Er war seit 1963 verheiratet. Aus der Ehe gingen zwei Kinder hervor. Berding starb im Januar 2019 im Alter von 88 Jahren in Gießen.

## Schriften (Auswahl)
Monografien
- mit Hans-Werner Hahn: Reformen, Restauration und Revolution. 1806–1848/49 (= Gebhardt. Handbuch der deutschen Geschichte. Bd. 14). 10., völlig neu bearbeitete Auflage. Klett-Cotta, Stuttgart 2010, ISBN 978-3-608-60014-8.
- Aufklären durch Geschichte. Ausgewählte Aufsätze. Vandenhoeck & Ruprecht, Göttingen 1990, ISBN 3-525-36225-0.
- Moderner Antisemitismus in Deutschland (= Edition Suhrkamp. Bd. 1257 = NF 257). Suhrkamp, Frankfurt am Main 1988, ISBN 3-518-11257-0.
- Napoleonische Herrschafts- und Gesellschaftspolitik im Königreich Westfalen. 1807–1813 (= Kritische Studien zur Geschichtswissenschaft. Bd. 7). Vandenhoeck & Ruprecht, Göttingen 1973, ISBN 3-525-35958-6 (zugleich: Köln, Universität, Habilitations-Schrift, 1972) (Digitalisat).
- Rationalismus und Mythos. Geschichtsauffassung und politische Theorie bei Georges Sorel (= Studien zur Geschichte des neunzehnten Jahrhunderts. Bd. 2, ISSN 0081-7309). Oldenbourg, München u. a. 1969 (zugleich: Köln, Universität, Dissertation, 1968).

Herausgeberschaften
- mit Klaus Eiler: Hessen – 60 Jahre Demokratie. Beiträge zum Landesjubiläum. In memoriam Wolf-Arno Kropat (= Veröffentlichungen der Historischen Kommission für Nassau. Bd. 76). Historische Kommission für Nassau, Wiesbaden 2006, ISBN 3-930221-17-9.
- mit Klaus Heller und Winfried Speitkamp: Krieg und Erinnerung. Fallstudien zum 19. und 20. Jahrhundert (= Formen der Erinnerung. Bd. 4). Vandenhoeck & Ruprecht, Göttingen 2000, ISBN 3-525-35423-1 (Digitalisat).
- mit Diethelm Klippel und Günther Lottes: Kriminalität und abweichendes Verhalten. Deutschland im 18. und 19. Jahrhundert. Vandenhoeck & Ruprecht, Göttingen 1999, ISBN 3-525-01381-7 (Digitalisat).
- Mythos und Nation (= Studien zur Entwicklung des kollektiven Bewußtseins in der Neuzeit. Bd. 3 = Suhrkamp-Taschenbuch Wissenschaft. Bd. 1246). Suhrkamp, Frankfurt am Main 1996, ISBN 3-518-28846-6.
- Nationales Bewußtsein und kollektive Identität (= Studien zur Entwicklung des kollektiven Bewußtseins in der Neuzeit. Bd. 2 = Suhrkamp-Taschenbuch Wissenschaft. Bd. 1154). Suhrkamp, Frankfurt am Main 1994, ISBN 3-518-28754-0.
- mit Étienne François und Hans-Peter Ullmann: Deutschland und Frankreich im Zeitalter der Französischen Revolution (= Edition Suhrkamp. Bd. 1521 = NF 521). Suhrkamp, Frankfurt am Main 1989, ISBN 3-518-11521-9.
- Die deutsche Revolution von 1848/49. Klett, Stuttgart 1985, ISBN 3-12-490210-6.
- Privatkapital, Staatsfinanzen und Reformpolitik im Deutschland der napoleonischen Zeit. Scripta-Mercaturae, Ostfildern 1981, ISBN 3-922661-03-3.
- mit Hans-Peter Ullmann: Deutschland zwischen Revolution und Restauration (= Athenäum Droste Taschenbücher Geschichte. Bd. 7240). Athenäum, Königstein/Ts. 1981, ISBN 3-7610-7240-6.
- mit Kurt Düwell, Lothar Gall, Wolfgang J. Mommsen, Hans-Ulrich Wehler: Vom Staat des Ancien Régime zum modernen Parteienstaat. Festschrift für Theodor Schieder zu seinem 70. Geburtstag. Oldenbourg, München u. a. 1978, ISBN 3-486-48431-1.
- Bibliographie zur Geschichtstheorie (= Arbeitsbücher zur modernen Geschichte. Bd. 4). Vandenhoeck & Ruprecht, Göttingen 1977, ISBN 3-525-35480-0.
- mit Theodor Schieder: Leopold von Ranke: Aus Werk und Nachlaß. Bd. 2: Über die Epochen der neueren Geschichte. Historisch-kritische Ausgabe. Oldenbourg, München u. a. 1971, ISBN 3-486-47281-X.